# كلود غوموند
كلود غوموند هو سياسي كندي، ولد في 4 أغسطس 1963 في ريموسكي في كندا. نشط حزبياً في الكتلة الكيبيكية. في الانتخابات الاتحادية الكندية 2008 ‏، انتخب عضو مجلس العموم الكندي عن دائرة Rimouski-Neigette—Témiscouata—Les Basques ‏ وقد انضم خلال فترته النيابية ‏ (14 أكتوبر 2008 – 1 مايو 2011) للكتلة البرلمانية الكتلة الكيبيكية وانتخب عضو مجلس العموم الكندي.